# Pergularia daemia
Pergularia daemia là một loài thực vật có hoa trong họ La bố ma. Loài này được (Forssk.) Chiov. mô tả khoa học đầu tiên năm 1916.

## Hình ảnh

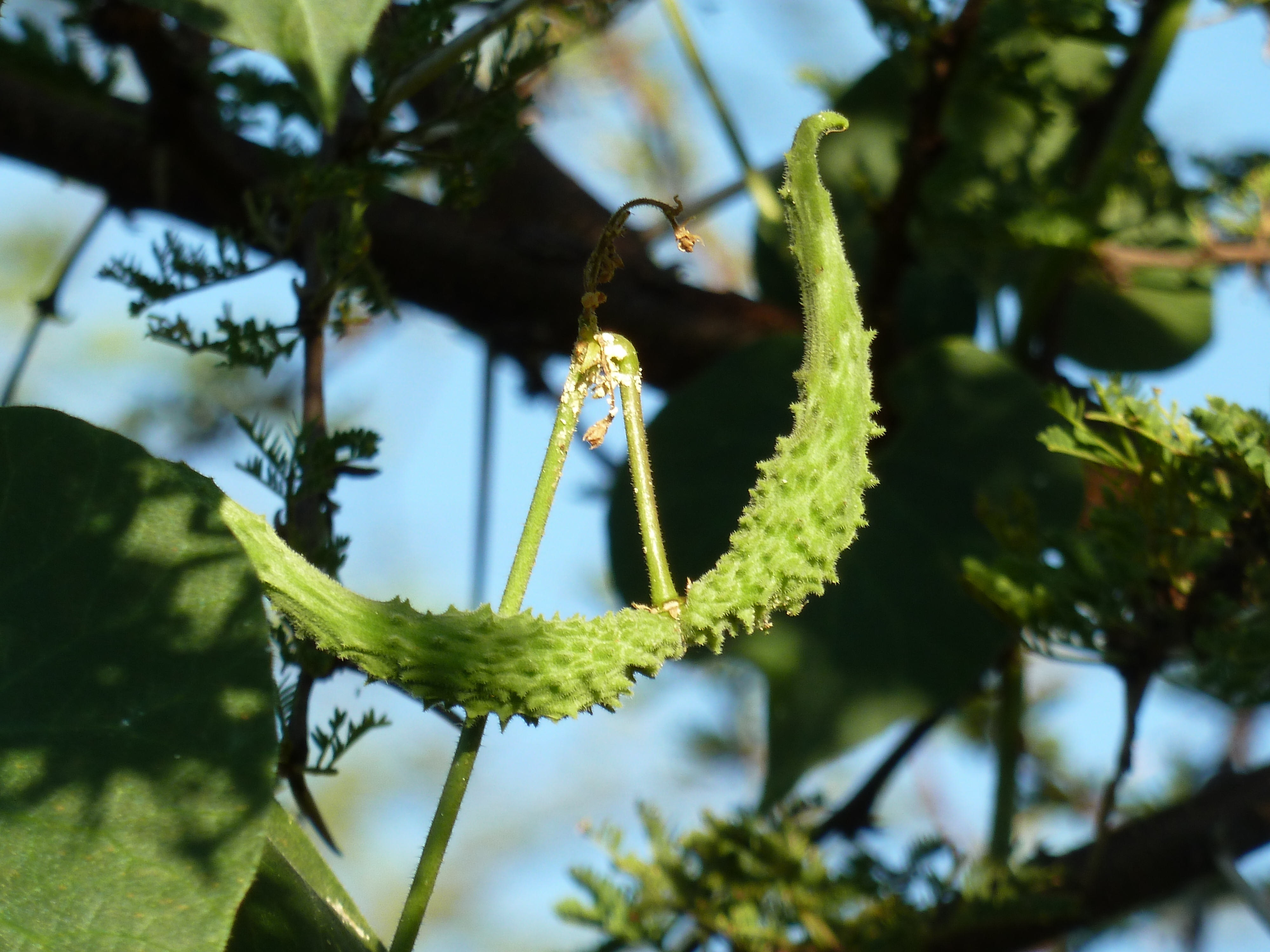
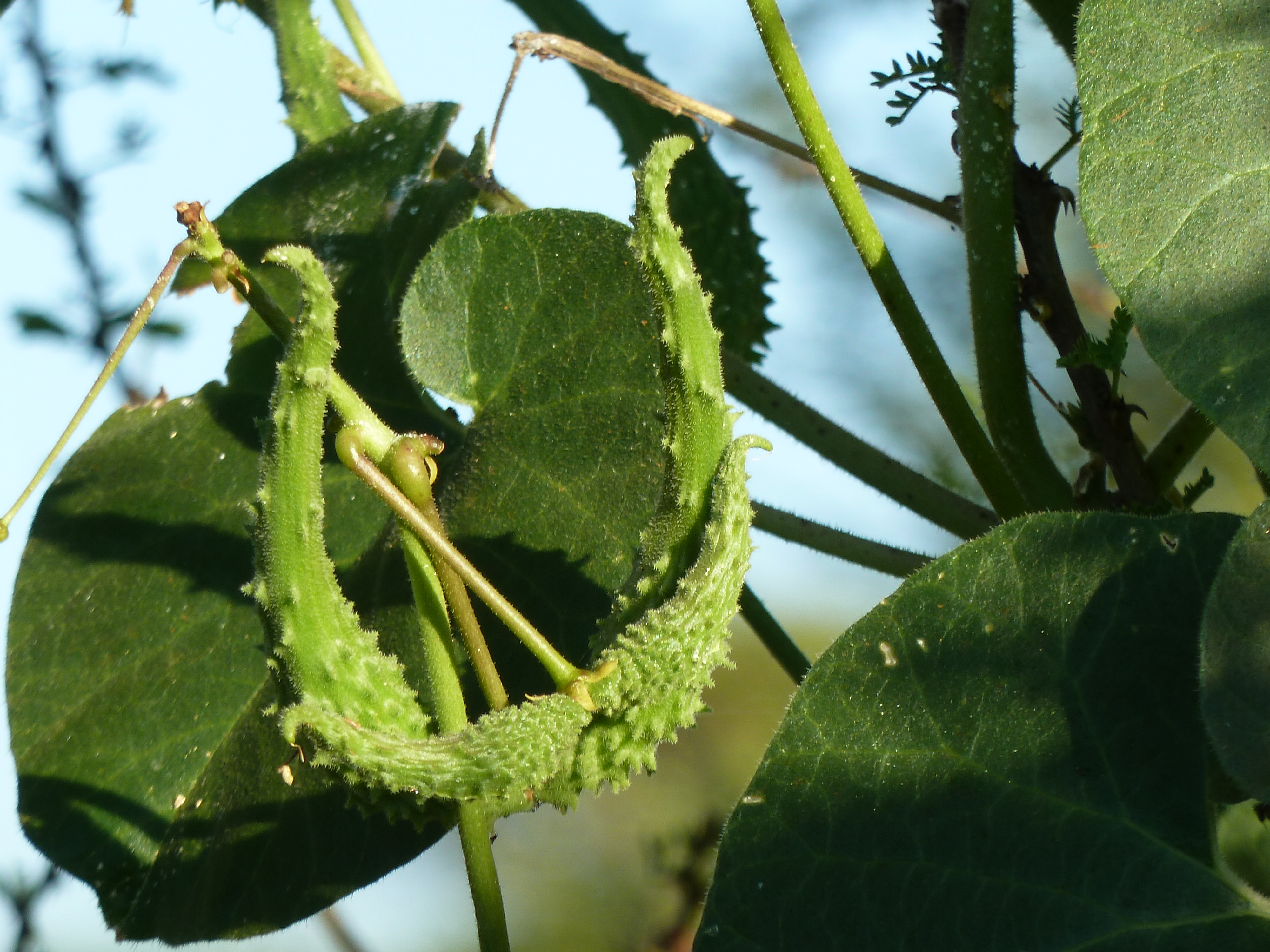
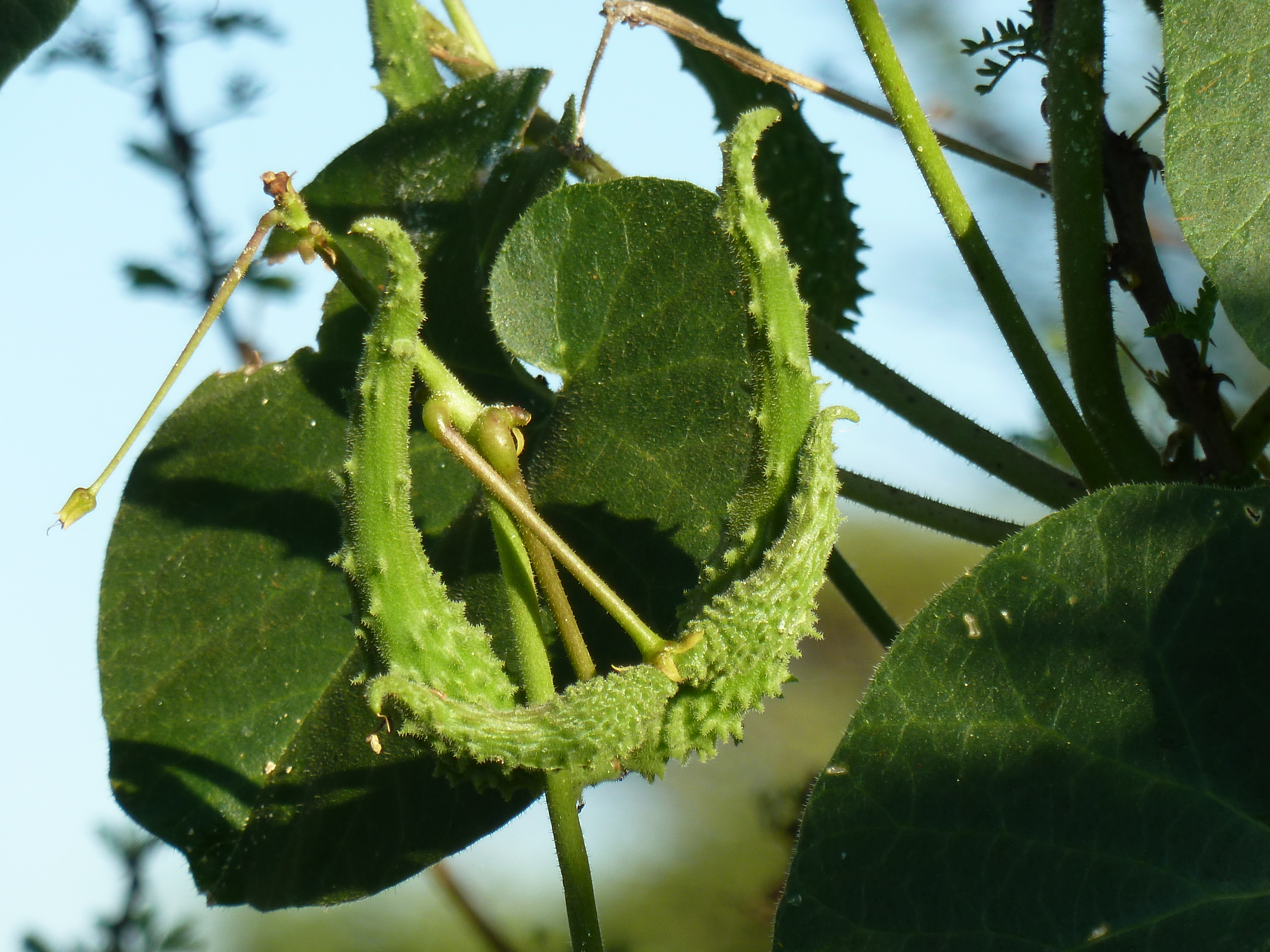
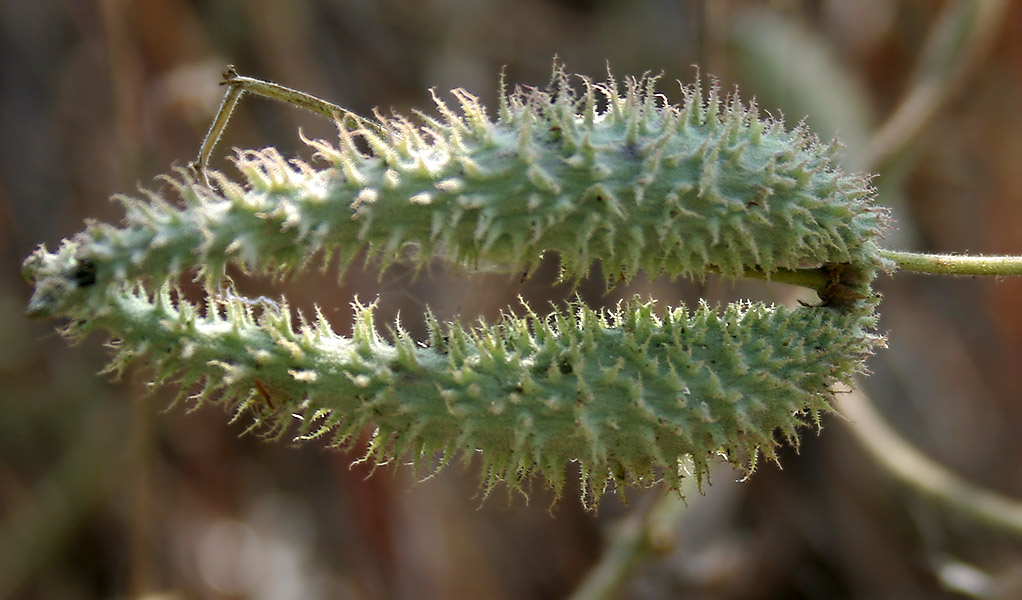